# 李紫昕
李紫昕（英語：Purple Lee，1973年7月5日—），香港兒歌歌手、創作總監、電台DJ及專欄作家，被稱為「兒歌天后」，擁香港大學社會科學院碩士學歷。

## 簡歷

### 求學時期
李紫昕中學就讀於聖傑靈女子中學，畢業後升讀香港大學文學院，主修日本研究，曾參演張學友主辦的音樂劇《雪狼湖》。2001年香港大學碩士畢業。畢業後參加多個歌唱比賽並獲獎。

### 進入樂壇
1999年，李紫昕公開演唱《原來你甚麼都不要》時得環星唱片老闆賞識，簽約兩年為旗下兒歌歌手，次年出道派出第一首兒歌《努力、加油》。同年李紫昕在公司安排下為蕭亮製作唱片，也因與蕭亮不和及唱片銷量不佳而被雪藏。
2000年下半年，李紫昕因緣際會下為無綫電視節目《中東迷情》製作主題音樂，寫下她第一首為人熟悉的音樂作品《Super Girl》，同時透過TVB渠道進入兒歌界。到2001年，《穿梭詩人天地》獲得好評，使她真正為小朋友認識，並令她得到了第一個兒歌獎項。後來她主持兒童節目至NET小人類環節《開心玩音樂》，2002年開始為報紙撰寫音樂專欄。
她曾創作多首流行兒歌，並連續七年獲「TVB兒歌金曲大獎」及作曲、作詞大獎，也獲得新城勁爆兒歌頒獎禮的「勁爆最受歡迎兒歌女歌手」及「創作大獎」被譽為兒歌天后；除此以外，亦曾為亞洲電視劇集創作主題曲，如《電視風雲》、《我和殭屍有個約會II》。
她亦為薛家燕創作多首歌曲，包括無線電視劇集《皆大歡喜》古裝及時裝版主題曲、《開心女人Cha Cha Cha》、《乜都盞》等，亦為多個節目如《都市閒情》、《笑談普通話》等創作歌曲。
2005年，與莫凱謙合唱的《窮孩子》大受歡迎，令她在2006年與華納唱片合作出版她的新兒歌專輯。
2010年起，她參與多個品牌的廣告代言工作。和廣告商合作的唱片，更創下兩天內換清18000隻CD的佳績。她亦發展內地市場，在南方少兒頻道主持《Purple魔樂堂》，收視為全國少兒節目的第15位，曾獲內地的兒歌獎項。
她在2011年起為內地大受歡迎的卡通《喜羊羊與灰太狼》電影版創作及主唱電影主題曲及插曲，其中她主唱的《星光下的思念》也受網民熱捧，在內地打響名堂。另外她在電影當中更聲音演繹月亮女皇。
服務新城電台多年，直至2016年1月8日主持最後一集《爸爸媽媽你好嗎？》後，與電台改變合作模式，並保持良好關係，經常出席電台活動。不久轉到網上電台啟道教育城重新主持節目《星期日大菠蘿》，之後更在面包台主持節目。2019年1月開始回歸擔任主持工作，主持全新節目《紫昕有你 Wonderland》。

## 爭議事件
2012年，她於一次報章訪問展示其1,800呎的住所，卻意外披露了她刻薄傭人。報章所見，她的工人房建於狹小的洗手間之內，被只把床加建於坐廁之上，房中只有一把小風扇和抽氣扇，工人要與馬桶共眠。不少人批評此舉非常不人道，且與其「兒歌天后」的純潔形象背道而馳。
及後她把一張照片上載至其微博，相中是她的工人在一家寬敞的房間裡的床上悠然自得地看書，她並指「工人房」事件乃美麗的誤會。然而，不消半小時，這謊言被揭穿。事源她在較早前，曾經上載過一張在自己床上的「自拍腿照」至微博，並指自己雙腳在連續八場音樂劇後腫了，要好好休息。而相中床的床單花款、床的方位、附近的擺設均與她所指「真正的工人房」一模一樣，她意圖以謊言掩蓋自己刻薄工人失敗，被網民紛紛指摘，並斥責她會為小朋友立下壞榜樣。

## 創作

### 專輯
- 2002年：《開心玩音樂》[11]
- 2006年：《兒歌樂園》[12]
- 2009年：《兒童成長樂園》[13]
- 2010年：《音樂夢幻花園》[13]
- 2013年：《怪獸國王灰姑娘》[14]
- 2014年：《魔法國王灰姑娘之遺失的寶石》[15]
- 2014年：《小小白雪公主反轉再反轉》[16]
- 2015年：《小白雪勇闖動漫城》
- 2015年：《綠野仙蹤之水晶公主的秘密》
- 2016年：《睡公主與月亮王國之謎》
- 2017年：《愛麗絲夢遊仙境：夢想之城》[17]
- 2018年：《花木蘭穿越神話》
- 2019年：《國王與我》
- 2021年：《台长奇遇记》
- 2023年：《女王教室》
- 2024年：《女偵探福爾摩詩昕》

## 演出

### 音樂會
| 日期               | 聯同樂團       | 音樂會                             |
| 2008年3月22,24,30  | 香港女青中樂團 | 《李紫昕Purple姐姐音樂看世界》     |
| 2011年3月5,12,20日 | 香港女青中樂團 | 《李紫昕Purple姐姐與你穿梭童年時》 |

### 舞台劇/音樂劇
| 日期             | 劇團                    | 劇名                                     | 演出地點                  | 角色              |
| 2012年           |                         |                                          |                           |                   |
| 5月3-6日         | Me Me More More音樂劇團 | 《怪獸國王灰姑娘》                       | 香港柴灣青年廣場Y綜藝館   | 灰姑娘            |
| 2013年           |                         |                                          |                           |                   |
| 8月15-18日       | Me Me More More音樂劇團 | 《怪獸國王灰姑娘》                       | 屯門大會堂演奏廳          | 灰姑娘            |
| 2014年           |                         |                                          |                           |                   |
| 2月15-16,22-23日 | Me Me More More音樂劇團 | 《魔法國王灰姑娘之遺失的寶石》           | 屯門大會堂演奏廳          | 灰姑娘            |
| 10月17-19日      | Me Me More More音樂劇團 | 《小小白雪公主反轉再反轉》               | 屯門大會堂演奏廳          | 小白雪            |
| 2015年           |                         |                                          |                           |                   |
| 2月6-8日         | Me Me More More音樂劇團 | 《小白雪勇闖動漫城》                     | 屯門大會堂演奏廳          | 小白雪            |
| 7月23-26日       | 紫昕音樂世界            | 《綠野仙蹤之水晶公主的秘密》             | 香港理工大學 賽馬會綜藝館 | Dorothy、水晶公主 |
| 11月27-29日      | 紫昕音樂世界            | 《綠野仙蹤之水晶公主的秘密》特別版Re-run | 屯門大會堂演奏廳          | Dorothy、水晶公主 |
| 2016年           |                         |                                          |                           |                   |
| 8月19-21日       | 紫昕音樂世界            | 《睡公主與月亮王國之謎》                 | 屯門大會堂演奏廳          | 紫月公主          |
| 9月18日          | 紫昕音樂世界            | 《睡公主飛越金銀島》                     | 新光戲院                  | 紫月公主          |
| 12月9-11日       | 春天實驗劇團            | 《仙樂飄飄處處聞》                       | 屯門大會堂演奏廳          | Maria             |
| 2017年           |                         |                                          |                           |                   |
| 8月18-20日       | 紫昕音樂世界            | 《愛麗絲夢遊仙境：夢想之城》             | 屯門大會堂演奏廳          | 愛麗絲            |
|                  | 紫昕音樂世界            | 《愛麗絲夢想寶藏》                       | 屯門大會堂演奏廳          | 愛麗絲            |
| 2018年           |                         |                                          |                           |                   |
| 8月17-19日       | 紫昕音樂世界            | 《花木蘭穿越神話》                       | 屯門大會堂演奏廳          | 花木蘭/紫蘭       |
| 10月19-21日      | 紫昕音樂世界            | 《花木蘭穿越神話》特別版                 | 荃灣大會堂演奏廳          | 花木蘭/紫蘭       |
| 2019年           |                         |                                          |                           |                   |
| 8月16-18日       | 紫昕音樂世界            | 《國王與我》                             | 屯門大會堂演奏廳          | Annie             |
| 12月7-8日        | 春天實驗劇團            | 《仙樂飄飄處處聞》                       | 屯門大會堂演奏廳          | Maria             |
| 2021年           |                         |                                          |                           |                   |
| 8月20-22日       | 紫昕音樂世界            | 《台長奇遇記》                           | 屯門大會堂演奏廳          | 台長 Queenie      |
| 10月8-10日       | 紫昕音樂世界            | 《國王與我》重演                         | 荃灣大會堂演奏廳          | Annie             |
| 2022年           |                         |                                          |                           |                   |
| 8月19-21日       | 紫昕音樂世界            | 《花木蘭穿越神話》再創新天版             | 屯門大會堂演奏廳          | 花木蘭/紫蘭       |
| 10月28-30日      | 紫昕音樂世界            | 《台長奇遇記》2022特別版                 | 荃灣大會堂演奏廳          | 台長昕昕          |
| 2023年           |                         |                                          |                           |                   |
| 8月18-20日       | 紫昕音樂世界            | 《女皇教室》                             | 屯門大會堂演奏廳          | 女王              |
| 10月13-15日      | 紫昕音樂世界            | 《花木蘭穿越神話》                       | 荃灣大會堂演奏廳          | 花木蘭/紫蘭       |
| 2024年           |                         |                                          |                           |                   |
| 8月23-25日       | 紫昕音樂世界            | 《女偵探福爾摩詩昕》                     | 屯門大會堂演奏廳          | 小昕/福爾摩詩昕   |

### 電影

#### 特別情商演出
| 年份   | 電影                      | 角色     |
| 2019年 | 《朝花夕拾芳華絕代 拾芳》 | CD舖店員 |

#### 配音
| 年份   | 電影                               | 角色     | 語言 |
| 2011年 | 《喜羊羊與灰太狼之兔年頂呱呱》     | 月亮女王 | 粵語 |
| 2012年 | 《喜羊羊與灰太狼之開心闖龍年》     | 變色龍   | 粵語 |
| 2013年 | 《喜羊羊與灰太狼之喜氣羊羊過蛇年》 | 蛇媽     | 粵語 |
| 2015年 | 《喜羊羊與灰太狼之羊年喜羊羊》     | 荷花     | 粵語 |

## 派台歌曲成績
| 派台歌曲成績             | 派台歌曲成績           | 派台歌曲成績 | 派台歌曲成績 | 派台歌曲成績 | 派台歌曲成績 | 派台歌曲成績                              |
| ------------------------ | ---------------------- | ------------ | ------------ | ------------ | ------------ | ----------------------------------------- |
| 唱片                     | 歌曲                   | 903          | RTHK         | 997          | TVB          | 備註                                      |
| 2005年                   |                        |              |              |              |              |                                           |
| 兒歌樂園                 | 布娃娃                 | ×            | ×            | 4            | ×            |                                           |
| 2011年                   |                        |              |              |              |              |                                           |
|                          | 星光下的思念           | ×            | ×            | 2            | ×            |                                           |
|                          | 星光下的思念（合唱版） | ×            | ×            | -            | ×            | 與Hotcha合唱                              |
|                          | 廿年知音（合唱版）     | ×            | ×            | 2            | ×            | 與新城DJ及鄺祖德合唱                      |
| 2012年                   |                        |              |              |              |              |                                           |
|                          | 沸騰的心（國語版）     | ×            | ×            | 2            | ×            | 新城國語力：1                             |
|                          | 我的爸爸媽媽           | ×            | ×            | -            | ×            |                                           |
| 2013年                   |                        |              |              |              |              |                                           |
|                          | 我要高飛（國語版）     | ×            | ×            | 4            | ×            | 新城國語力：1                             |
| 2014年                   |                        |              |              |              |              |                                           |
|                          | 風中的相遇（國語版）   | ×            | ×            | 3            | ×            | 新城國語力：1                             |
|                          | 永恆的愛               | ×            | ×            | -            | ×            | 新城勁爆勵志·兒歌榜：1                    |
| 2015年                   |                        |              |              |              |              |                                           |
|                          | 知己                   | ×            | ×            | 2            | ×            | 新城勁爆勵志·兒歌榜：1 （連續兩星期冠軍） |
|                          | 知己（國語版）         | ×            | ×            | -            | ×            | 新城國語力：1                             |
| 綠野仙蹤之水晶公主的秘密 | 漂泊的心               | ×            | ×            | -            | ×            | 與余俊峰合唱 新城勁爆勵志·兒歌榜：1       |

| 各台冠軍歌總數 | 各台冠軍歌總數 | 各台冠軍歌總數 | 各台冠軍歌總數 | 各台冠軍歌總數    |
| -------------- | -------------- | -------------- | -------------- | ----------------- |
| 903            | RTHK           | 997            | TVB            | 備註              |
| 0              | 0              | 0              | 0              | 四台冠軍歌總數：0 |

- 仍在榜上（*）

## 替其他歌手的創作作品（時間序）
| 演唱者                                                 | 歌名                    | 創作身分                 | 語言      |
| 1999年                                                 |                         |                          |           |
| 田蕊妮                                                 | 《等你》                | 作曲/作詞                | 粵語      |
| 2000年                                                 |                         |                          |           |
| 葉振棠、李國祥                                         | 《半生風雲》            | 作曲/作詞/編曲           | 粵語      |
| 2001年                                                 |                         |                          |           |
| 陳志朋                                                 | 《青春是最好》          | 作詞                     | 國語      |
| 薛家燕                                                 | 《皆大歡喜》            | 作曲/作詞                | 粵語/國語 |
| 薛家燕                                                 | 《媽咪BOLO手記》        | 作曲/作詞                | 粵語      |
| 薛家燕                                                 | 《悔當初》              | 作詞                     | 粵語      |
| 薛家燕                                                 | 《拎冧六》              | 作詞                     | 粵語      |
| Travel 4 Super Girls（張美妮、黃泆潼、陳玟希、陳凱怡） | 《Wala Wala闖世界》     | 作曲/作詞                | 粵語      |
| 2002年                                                 |                         |                          |           |
| 至NET小人類主持                                        | 《森巴嘉年華》          | 作曲/作詞                | 粵語      |
| 安德尊、薛家燕                                         | 《乖仔學堂》            | 作曲/作詞                | 粵語      |
| 2003年                                                 |                         |                          |           |
| 薛家燕                                                 | 《家燕媽媽》            | 作曲/作詞                | 粵語      |
| 2004年                                                 |                         |                          |           |
| 安德尊                                                 | 《我係大王》            | 作曲/作詞                | 粵語      |
| 薛家燕、石耀珠、石耀庭                                 | 《寸草心》              | 作曲/作詞                | 粵語      |
| 2005年                                                 |                         |                          |           |
| 薛家燕                                                 | 《媽媽超人》            | 作曲/作詞                | 粵語      |
| 2006年                                                 |                         |                          |           |
| 薛家燕、王樹熹、陳靖琳                                 | 《媽咪點解點解》        | 作曲                     | 粵語      |
| 2007年                                                 |                         |                          |           |
| 薛家燕、梁榮忠                                         | 《外母大人》            | 作曲/作詞                | 粵語      |
| 2009年                                                 |                         |                          |           |
| 薛家燕、歐陽靖                                         | 《弟子規》              | 作曲/作詞                | 粵語      |
| 2010年                                                 |                         |                          |           |
| 薛家燕                                                 | 《弟子二十四孝》        | 作曲/作詞                | 粵語      |
| 2011年                                                 |                         |                          |           |
| 郭易                                                   | 《星光下的夢想》        | 作曲/作詞                | 普通话    |
| J.O.Y.                                                 | 《紅太狼狂想曲》        | 作詞                     | 粵語      |
| J.O.Y.                                                 | 《无敌平底锅》          | 作詞（與劉卓輝合作作詞） | 粵語      |
| 2013年                                                 |                         |                          |           |
| 柳文興、秦詠思、李趣慧                                 | 《去Ball靚爆鏡》        | 作詞/監製                | 粵語      |
| 柳文興                                                 | 《閃閃閃flash dance》   | 作曲/作詞/編曲/監製      | 粵語      |
| 2015年                                                 |                         |                          |           |
| 何启华、郑仲恒、余俊峰、王君杰、黄浩霆                 | 《黑暗最强》            | 作曲/作詞                | 粵語      |
| 2016年                                                 |                         |                          |           |
| 何启华、余俊峰、梁浩轩、谭伟豪、李永晞                 | 《黑影的秘密》          | 作曲/作詞                | 粵語      |
| 2019年                                                 |                         |                          |           |
| 张崇基                                                 | 《一起前來 (國王之歌)》 | 作曲/作詞                | 粵語      |
| 关俊雄、黄耀荣、李家豪、张子龙                         | 《王阿叔個仔》          | 作曲/作詞                | 粵語      |

## 電台節目

### 現主持節目
- 《紫昕有你Wonderland》（新城知訊台，2019年1月5日起逢星期六中午12:00-13:00；2021年4月17日起改為逢星期六下午13:00-14:00）

### 曾主持節目
- 《家天下》（新城娛樂台，逢星期一至五早上10:00-12:00）
- 《粵港越流行》（新城娛樂台）
- 《娛樂大風收》（新城娛樂台）
- 《點正娛樂》（新城娛樂台）
- 《全球熱播》（新城知訊台）
- 《星期日大菠蘿》（新城娛樂台－>新城知訊台，逢星期日 早上9:00-11:00）
- 《爸爸媽媽你好嗎？》（新城知訊台）（逢星期一至五 中午13:30-15:00，後改名《紫昕有你》，14:00-15:00播出）
- 《紫昕 那些年》（新城數碼音樂台）

## 出版
- 《音樂看世界─亞洲篇》李紫昕 著，世界出版社2004年2月出版，ISBN 9624324006
- 《為3歲孩子買下80歲未來》李紫昕著，火柴頭工作室有限公司2008年7月出版，ISBN 9789889960681
- 《親紫理財》李紫昕著，星島出版有限公司2009年7月出版
- 《Purple姐姐音樂廚房》李紫昕著，圓方出版社2010年7月出版
- 《紫昕強化腦力魔法書》李紫昕著，青椒出版2010年7月出版，ISBN 9789881939524
- 《廣州親紫遊》李紫昕著，知出版2011年7月出版，ISBN 9789888103751

## 所獲獎項
2001年：
- 2001年度兒歌金曲頒獎典禮——十大兒歌金曲《穿梭詩人天地》[41]

2002年：
- 2002年度兒歌金曲嘉年華——十大兒歌金曲《燃亮生命lu lala》[41]
- 2002年度兒歌金曲頒獎典禮——十大兒歌金曲《開心玩音樂》[13]

2003年：
- 2003年度兒歌金曲嘉年華——十大兒歌金曲《非凡音樂之旅》[13]
- 2003年度兒歌金曲頒獎典禮——十大兒歌金曲《音樂看世界》[13]

2004年：
- 2004年度兒歌金曲頒獎典禮——最佳兒歌歌曲大獎《你好嗎》[13]
- 2004年度兒歌金曲頒獎典禮——最佳兒歌歌詞大獎《音樂通天地》[13]

2005年：
- 2005年度兒歌金曲頒獎典禮——十大兒歌金曲《窮孩子》[13]
- 2005年度兒歌金曲頒獎典禮——最佳兒歌歌詞大獎《窮孩子》[13]
- 2005年度新城勁爆兒歌頒獎禮——新城勁爆兒歌《窮孩子》[13]
- 2005年度新城勁爆兒歌頒獎禮——新城勁爆兒歌《音樂通天地》[13]
- 2005年度新城勁爆兒歌頒獎禮——新城勁爆兒歌最受歡迎女歌手[13]

2006年：
- 2006年度兒歌金曲頒獎典禮——最受爹D媽咪歡迎兒歌大獎《布娃娃》[13]
- 2006年度新城勁爆兒歌頒獎禮——新城勁爆兒歌《布娃娃》[13]
- 2006年度新城勁爆兒歌頒獎禮——新城勁爆兒歌女歌手[13]

2007年：
- 2007年度兒歌金曲頒獎典禮——最佳兒歌歌詞大獎《眼睛》[13]
- 2007年度新城勁爆兒歌頒獎禮——新城勁爆兒歌《眼睛》[13]
- 2007年度新城勁爆兒歌頒獎禮——新城勁爆兒歌創作大獎[13]

2008年：
- 2008年度大中華童謠頒獎禮——珠三角童謠金獎《天空與夢想》[13]
- 2008年度新城勁爆兒歌頒獎禮——新城勁爆兒歌《天空與夢想》
- 2008年度新城勁爆兒歌頒獎禮——新城勁爆活力兒歌大獎《至fit足脊健康操》[13]
- 2008年度新城勁爆兒歌頒獎禮——新城勁爆兒歌創作大獎[13]
- 2008年度新城勁爆兒歌頒獎禮——新城勁爆兒歌女歌手大獎[13]

2009年：
- 2009年度新城勁爆兒歌頒獎禮——新城勁爆兒歌《飛越童年》[13]
- 2009年度新城勁爆兒歌頒獎禮——新城勁爆年度兒歌大獎《飛越童年》[13]
- 2009年度新城勁爆兒歌頒獎禮——新城勁爆活力兒歌大獎《足脊健康歡樂頌》[13]
- 2009年度新城勁爆兒歌頒獎禮——新城勁爆兒歌創作大獎《成長》[13]
- 2009年度新城勁爆兒歌頒獎禮——新城勁爆兒歌女歌手大獎[13]

2010年：
- 2010年度華語金曲獎2010——全年最佳兒歌專輯大獎[13][42]
- 2010年度新城勁爆兒歌頒獎禮——新城勁爆兒歌《羊羊頂呱呱》[13]
- 2010年度新城勁爆兒歌頒獎禮——新城勁爆兒歌《星光下的思念》[13]
- 2010年度新城勁爆兒歌頒獎禮——新城勁爆年度兒歌大獎《星光下的思念》[13]
- 2010年度新城勁爆兒歌頒獎禮——新城勁爆活力兒歌大獎《健康的足印》[13]
- 2010年度新城勁爆兒歌頒獎禮——新城勁爆兒歌女歌手大獎[13]

2011年：
- 2011年度新城勁爆頒獎禮——新城勁爆原創歌曲《星光下的思念》[13]
- 2011年度新城勁爆兒歌頒獎禮——新城勁爆兒歌《沸騰的心》[13]
- 2011年度新城勁爆兒歌頒獎禮——新城勁爆兒歌《倉鼠樂園》[13]
- 2011年度新城勁爆兒歌頒獎禮——新城最受歡迎廣告兒歌大獎《護膚寶寶》[13]
- 2011年度新城勁爆兒歌頒獎禮——新城勁爆活力兒歌大獎《健康的堡壘》[13]
- 2011年度新城勁爆兒歌頒獎禮——新城勁爆兒歌女歌手大獎[13]

2012年：
- 2012年度新城勁爆兒歌頒獎禮——新城勁爆兒歌《噹噹Family》[13]
- 2012年度新城勁爆兒歌頒獎禮——新城勁爆兒歌創作大獎《我要高飛（國粵語混合版）》[13]
- 2012年度新城勁爆兒歌頒獎禮——新城勁爆活力兒歌大獎《Gummy Yummy》[13]
- 2012年度新城勁爆兒歌頒獎禮——新城最受歡迎廣告兒歌大獎《足脊健康嘉年華》[13]
- 2012年度新城勁爆兒歌頒獎禮——新城勁爆兒歌女歌手大獎[13]
- 華語金曲獎 年度專輯大奬 沸騰的心

2013年：
- 2013年度新城國語力頒獎禮——新城國語力創作歌手[13]
- 2013年度新城勁爆兒歌頒獎禮——新城勁爆兒歌《Ming The MiniBus》[13]
- 2013年度新城勁爆兒歌頒獎禮——新城勁爆兒歌《開心求學問》[13]
- 2013年度新城勁爆兒歌頒獎禮——新城勁爆年度兒歌大獎《風中的相遇》[13]
- 2013年度新城勁爆兒歌頒獎禮——新城勁爆兒歌女歌手大獎[13]
- 華語金曲獎 年度專輯大奬 我要高飛[43]

2014年：
- 2014年度新城勁爆頒獎禮——新城勁爆創作歌手[13]
- 2014年度新城勁爆兒歌頒獎禮——新城勁爆兒歌女歌手大獎
- 2014年度新城勁爆兒歌頒獎禮——新城勁爆年度兒歌大獎《知己》

2015年：
- 2015年度新城勁爆頒獎禮——新城勁爆創作歌手[44]

2017年：
- VIP 音樂榜——最佳唱作人銀獎[45]

2018年：
- VIP 音樂榜——最佳跨界藝人銀獎[46]
- 全球華語金曲獎——優秀歌手進步獎[47]

2019年：
- VIP 音樂榜——最佳跨界藝人金奬[48]

2020年：
- 第11屆華語金曲獎 年度最佳原聲配樂/唱片——《國王與我 音樂劇原聲唱片》[49]
- 2020 全球華人傑出青年——卓越人物大奖[50][51]
- VIP 音樂榜——演藝大獎銀獎[52]

2022年：
- Uplive Worldstage Superslam 世界比賽 榮獲 World Champion 首位香港主播榮獲此獎項
- VIP 音樂榜——最具正能量歌曲獎《初心不變》[53]

## 外部連結
- 李紫昕的新浪微博
- 李紫昕的Facebook專頁
- 李紫昕創作欣賞─商業電台